# SCR 0630-7643
SCR 0630-7643 is een tweevoudige ster met een spectraalklasse van M6.Ve en M.V. De ster bevindt zich 28,96 lichtjaar van de zon.